# Турц Бај (Сату Маре)
Турц Бај (рум. Turț Băi) насеље је у Румунији у округу Сату Маре у општини Турц. Oпштина се налази на надморској висини од 229 m.

## Становништво
Према подацима из 2002. године у насељу је живело 109 становника.

### Попис2002.
| Расподела становништва по националности 2002.‍ | Расподела становништва по националности 2002.‍ | Расподела становништва по националности 2002.‍ | Расподела становништва по националности 2002.‍ | Расподела становништва по националности 2002.‍ |
| --------------------------------------------- | --------------------------------------------- | --------------------------------------------- | --------------------------------------------- | --------------------------------------------- |
|                                               |                                               |                                               |                                               |                                               |
| Румуни                                        | Румуни                                        |                                               | 81                                            | 74,3%                                         |
| Мађари                                        | Мађари                                        |                                               | 28                                            | 25,7%                                         |